# Easter Eggs
 (juillet 2025).
Pour plus de détails, voir Fiche technique et Distribution.
Easter Eggs est un film d'animation de court métrage franco-belgo-néerlandais réalisé par Nicolas Keppens et sorti en 2020.

## Fiche technique
- Titre anglais : Easter Eggs
- Réalisation : Nicolas Keppens
- Scénario : Nicolas Keppens
- Décors :
- Costumes :
- Animation : Camiel Hermans, Pascal Vermeersch, Digna Van Der Put, Laura Piette, Sacha Brauner, Eno Swinnen, Mirte Tas, Carl Van Isacker, Tiemen Focke et Flore Van Holderbeke
- Photographie : Nicolas Keppens
- Montage : Nicolas Keppens
- Musique : Greg Scheirlinckx et Antonio Carlos Jobim
- Son : Greg Scheirlinckx
- Producteur : Pierre Baussaron, Emmanuel-Alain Raynal, Joost Van Den Bosch, Brecht van Elslande et Erik Verkerk
- Sociétés de production : Animal Tank, Ka-Ching Cartoons et Miyu Productions
- Société de distribution : Miyu Productions
- Pays d'origine :  Belgique,  France et  Pays-Bas
- Langue originale : néerlandais
- Format : couleur
- Genre : Animation
- Durée : 14 minutes
- Dates de sortie :
  - Belgique : 5 décembre 2020 (Louvain)
  - Allemagne : 4 mars 2021 (Berlin)
  - Pays-Bas : 4 juin 2021 (Rotterdam)
  - France : 14 juin 2021 (Annecy)

## Distribution
- Victor Polster
- Rik Verheye

## Distinctions
- 2021 : Prix du jury pour un court métrage au festival international du film d'animation d'Annecy